# Jean-Luc Trotignon
Pour les articles homonymes, voir Trotignon.
Jean-Luc Trotignon, né le 15 janvier 1959 à Neuilly-sur-Seine, est un réalisateur et scénariste français, diplômé de l'ESEC en 1979.

## Biographie

### Carrière dans le cinéma et le spectacle
En 1985, Jean-Luc Trotignon co-écrit avec Bernard Nauer le scénario et les dialogues du court-métrage Dialogue de sourds. La même année, il écrit et met en scène D'amour et d'eau chaude, avec dans la distribution notamment Marie Hélia.
De 1986 à 2007, il met en scène des spectacles, notamment humoristiques avec Éric Thomas, Tex et Smaïn, il réalise des films, avec comme acteurs notamment Jean-Luc Bideau, Micheline Boudet, Jean-Noël Brouté, Victor Garrivier ou Pascale Rocard
Sur la même période, il écrit et met en scène des téléfilms et séries télé, où jouent notamment des acteurs comme Zabou Breitman, Michel Crémadès, Jacques François, Michel Galabru, Thierry Heckendorn, Chantal Ladesou, Silvie Laguna, Martin Lamotte, Chick Ortega, Luis Rego, Élisa Servier, Pierre Tornade.

### Engagement associatif et politique
Jean-Luc Trotignon est conseiller municipal d'opposition à Rambouillet (78) depuis 2008,. Il a été secrétaire permanent, délégué national, et vice-président de l'association Anticor. En 2009, il a dénoncé des trop-perçus d'indemnités d'élu de Gérard Larcher, alors maire de Rambouillet et président du Sénat,,.
En janvier 2014, il quitte le Parti socialiste,, et rejoint en décembre de la même année le mouvement Nous Citoyens.

## Filmographie partielle
Réalisateur et scénariste
- 1985 : D'amour et d'eau chaude (TV)
- 1986 : Le bonheur a encore frappé
- 1992 : Les Taupes-niveaux (TV)
- 1992 : Les Cravates léopards (TV)
- 1994 : La Rêverie ou le Mariage de Sylvia (TV) (uniquement réalisateur)
- 1995 : Lettre ouverte à Lili (TV)
- 1996 : La Guerre des poux (TV) (co-scénariste à partir d'un scénario original de Nathalie Blanchard et Pierre Guiho)